# Agoutidés
Pour les articles homonymes, voir Agouti (homonymie).
Cet article court présente un sujet plus développé dans : Cuniculidae et Dasyproctidae.

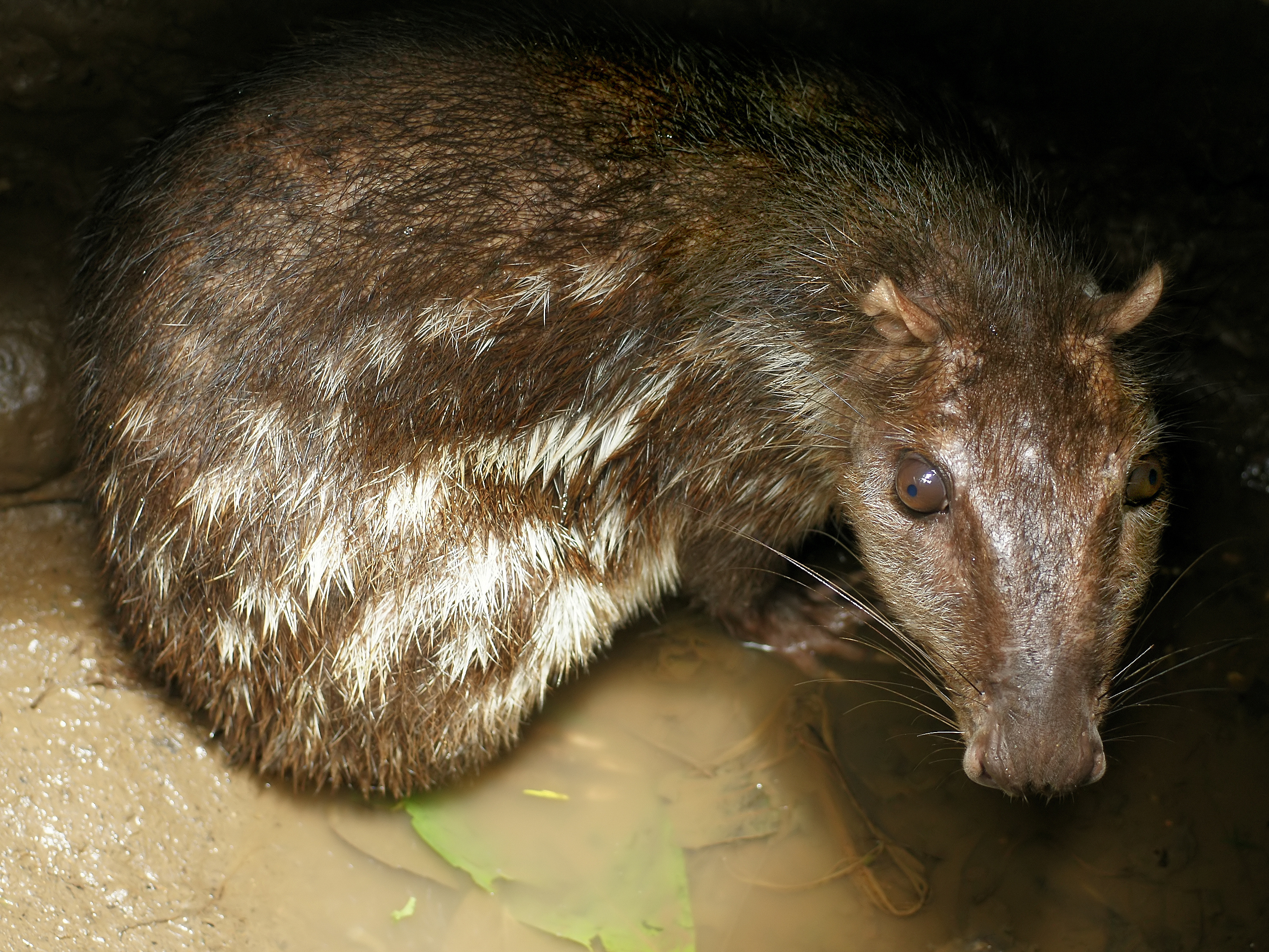
Un Paca (Cuniculus paca)

Les Agoutidés, Agoutidae Gray, 1821, sont une ancienne famille de Rongeurs qui regroupait les pacas, mais aussi les agoutis et les acouchis. C'est-à-dire l'ancien genre Agouti, actuellement dans la famille des Cuniculidae (les pacas) plus, selon certains auteurs, les actuels espèces de la famille des Dasyproctidae (agoutis et acouchis) qui étaient classés dans une sous-famille : les Dasyproctinae.
Depuis les études moléculaires de 2002, le nom Agoutidae est considéré comme étant un synonyme de Cuniculidae.